# فیلیپ دو مورنه
فیلیپ دو مورنه (به فرانسوی: Philippe de Mornay) متخصص الهیات قرن شانزدهم میلادی اهل فرانسه است.